# Người Ulch
Ulch (tiếng Nga: ульчи, xưa: ольчи; tên tự gọi: нани, nani) là một dân tộc bản địa tại Viễn Đông Nga, họ sử dụng một ngôn ngữ ngôn ngữ Tungus, tiếng Ulch. Tên 90% người Ulchi sống tại quận Ulchsky của vùng Khabarovsk. Theo điều tra năm 2002, có 2.913 người Ulchs tại Nga, giảm so với con số 3.173 vào năm 1989 dưới thời Liên Xô, song lại tăng so với 2.494 vào năm 1979, and 2.410 vào năm 1970. Về mặt nhân chủng học, không rõ về nhóm dân tộc của họ. Một số người cho dân tộc này thuộc nhóm Sakhalin-Amur giống như người Nivkh.